# Musée historique d'État de Moscou
Le musée historique d'État de Moscou (en russe : Государственный Исторический музей) est un musée spécialisé dans l'histoire de la Russie qui est situé entre la place Rouge et la place du Manège à Moscou. Les objets exposés vont de reliques de tribus préhistoriques qui peuplaient le territoire de l'actuelle Russie jusqu'aux œuvres d'art acquises par des membres de la dynastie des Romanov. Le nombre total d'objets des collections du musée se compte en millions.

## Historique
L'endroit occupé par le musée était auparavant le magasin médicinal principal construit sur ordre de Pierre le Grand dans le style baroque moscovite. Plusieurs pièces du bâtiment abritaient les collections impériales d'antiquités. D'autres pièces étaient occupées par l'université de Moscou, fondée par Lomonossov en 1755.
Le musée est fondé en 1872 par Ivan Zabéline, le comte Ouvarov et plusieurs autres slavophiles qui avaient la volonté de promouvoir l'histoire de la Russie dans le public, afin de lui faire prendre mieux conscience de ses racines. Le conseil du musée composé de Soloviov, Klioutchevski, Ouvarov et d'autres grands historiens préside à la construction de l'immeuble. Après compétition, le projet retenu est celui de Vladimir Ossipovitch Sherwood (en) (1833-1897).
Le bâtiment est construit selon le goût néorusse entre 1875 et 1881. L'intérieur est décoré selon le style du nouveau romantisme russe par des artistes tels que Viktor Vasnetsov, Henryk Siemiradzki et Ivan Aïvazovski. Il est inauguré par Alexandre III le jour de son couronnement, le 27 mai 1883, sous le nom de musée historique impérial, puis son nom officiel devient musée historique Alexandre III qu'il garde jusqu'à la révolution de 1917. Durant la période soviétique, les peintures murales, qui étaient considérées comme de mauvais goût, furent recouvertes de plâtre. Le musée fut restauré soigneusement entre 1986 et 1997 pour retrouver son aspect initial.

## Collections
Parmi les objets remarquables, on trouve une chaloupe extraite des bancs de la Volga, de l'artisanat en or des Scythes, des rouleaux en écorce de bouleaux gravés en vieux dialecte de Novgorod, des manuscrits datant du VIe siècle, des céramiques populaires russes et des objets en bois. La bibliothèque possède le psautier Chludov (~860), les Anthologies de Sviatoslav (1073), les manuscrits de l'évangéliaire de Mstislav (1117), de l'évangéliaire de Youriev (1119) et de l'évangéliaire de Galitch (1144). La collection de pièces de monnaie du musée avec 1,7 million de pièces est la plus importante de Russie. On remarque également le sabre de Napoléon donné au comte Chouvalov avant son exil pour l'île d'Elbe.
Une partie des collections du musée est hébergée dans l'immeuble adjacent de l'ancienne mairie de Moscou; deux autres sont situées au couvent de Novodievitchi et à la cathédrale Saint-Basile de Moscou.
La porte de la Résurrection entre le musée et l'ancienne mairie et marquant l'entrée de la place Rouge, détruite sous Staline, a été reconstruite dans les années 1990. Une statue équestre du maréchal Joukov se trouve devant le musée, sur la place du Manège.

## Galerie

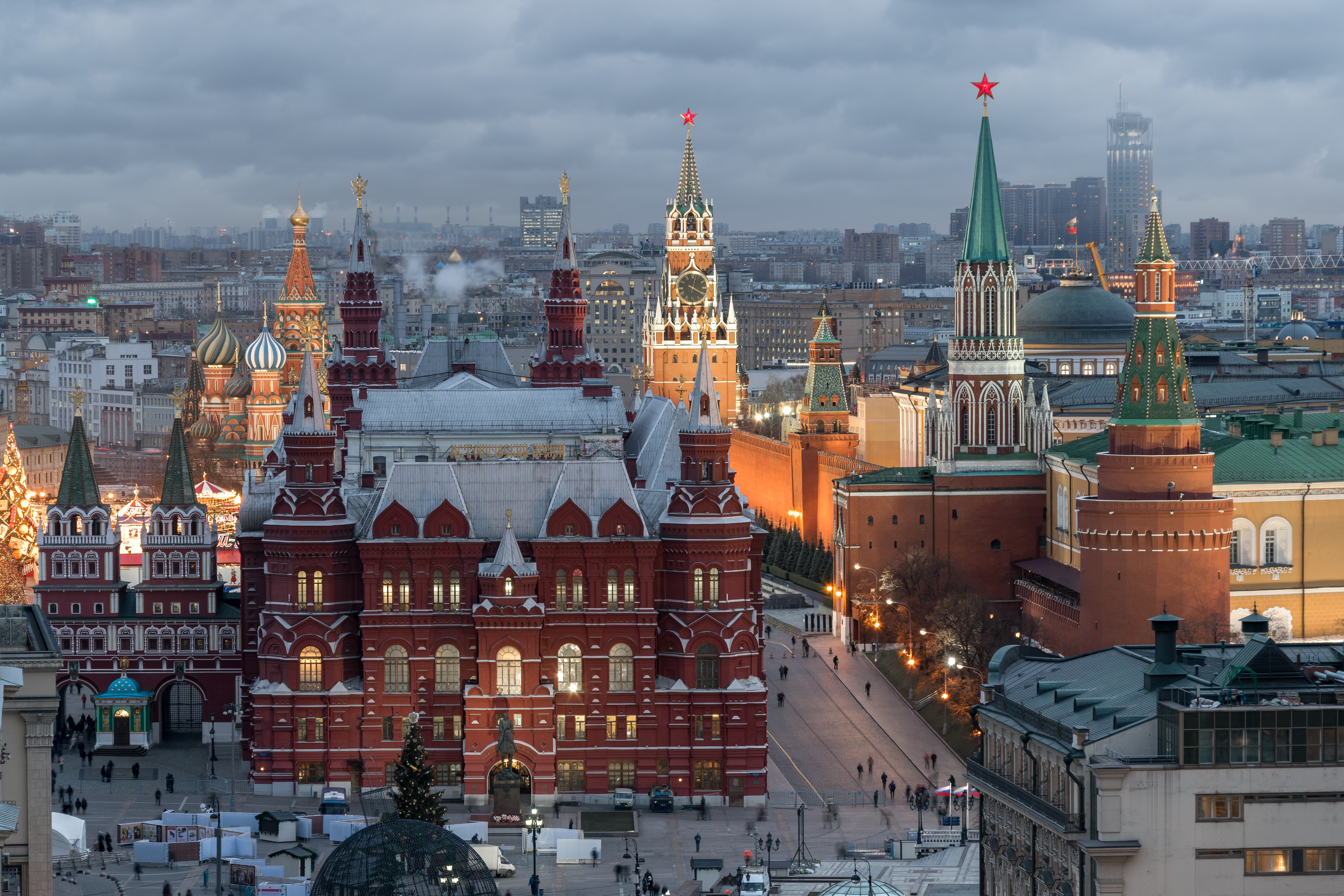
Le musée vu de la place du Manège.
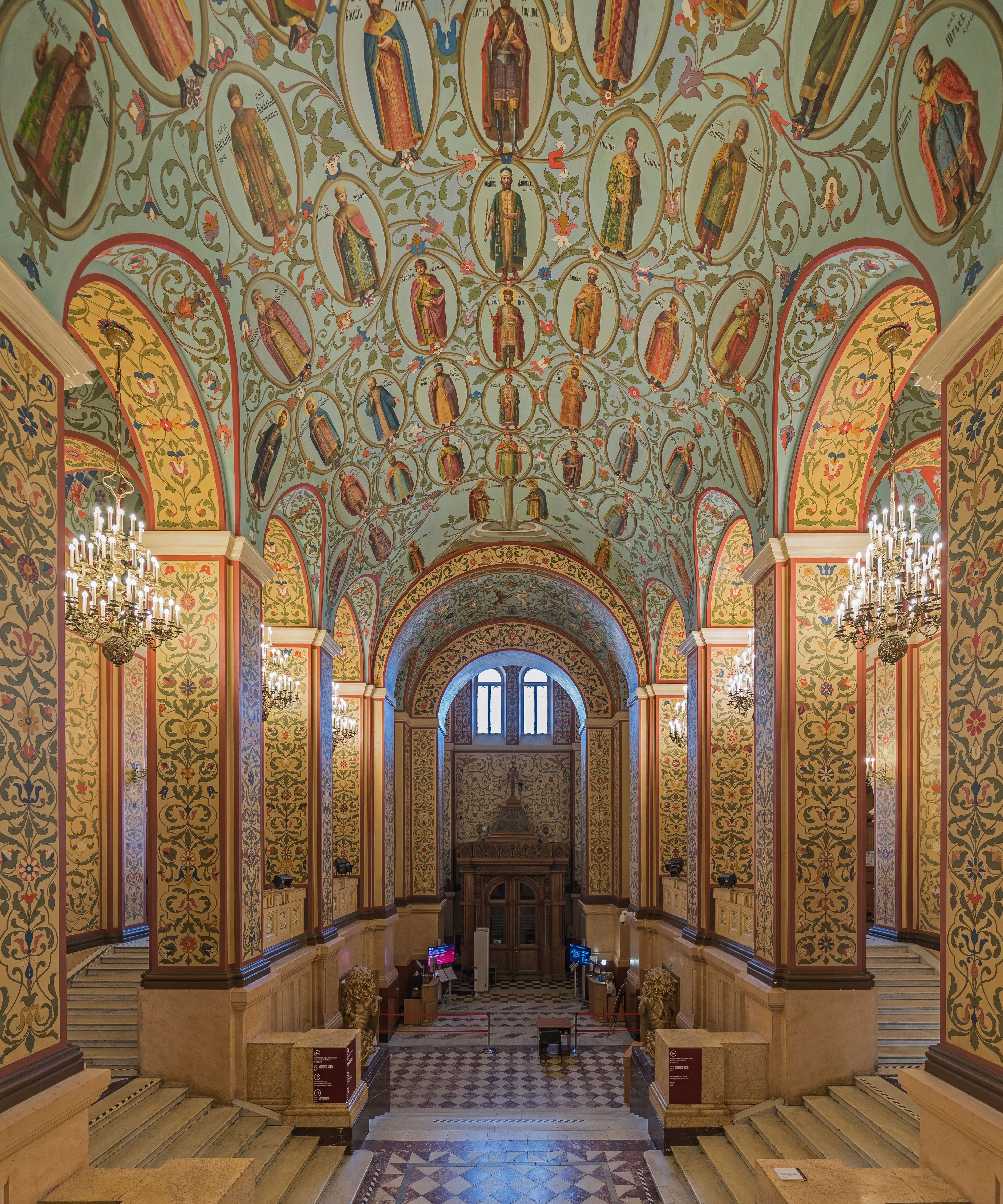
Décor intérieur avec les fresques des souverains de Russie.
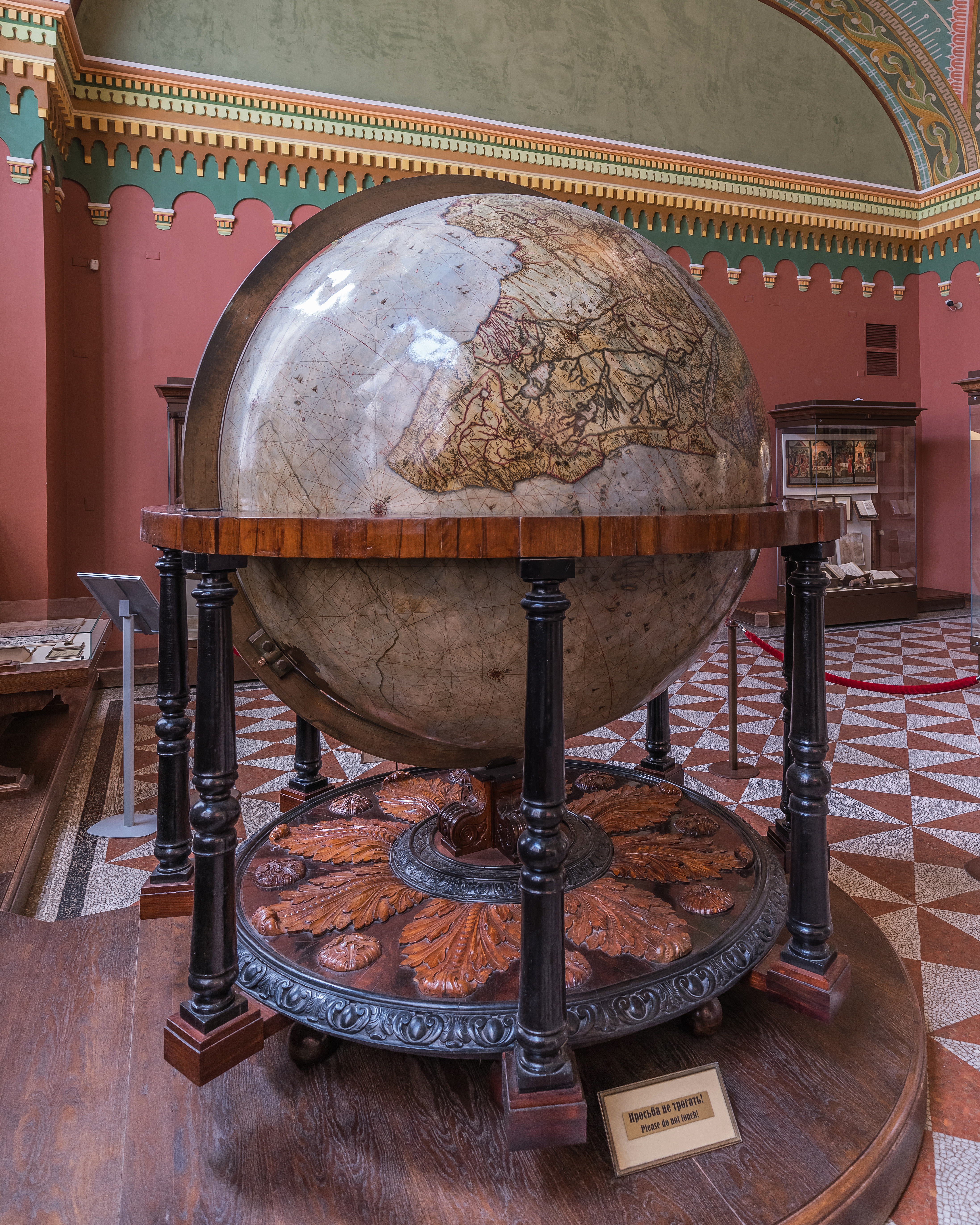
Vue du globe de Blaeu (vers 1690).
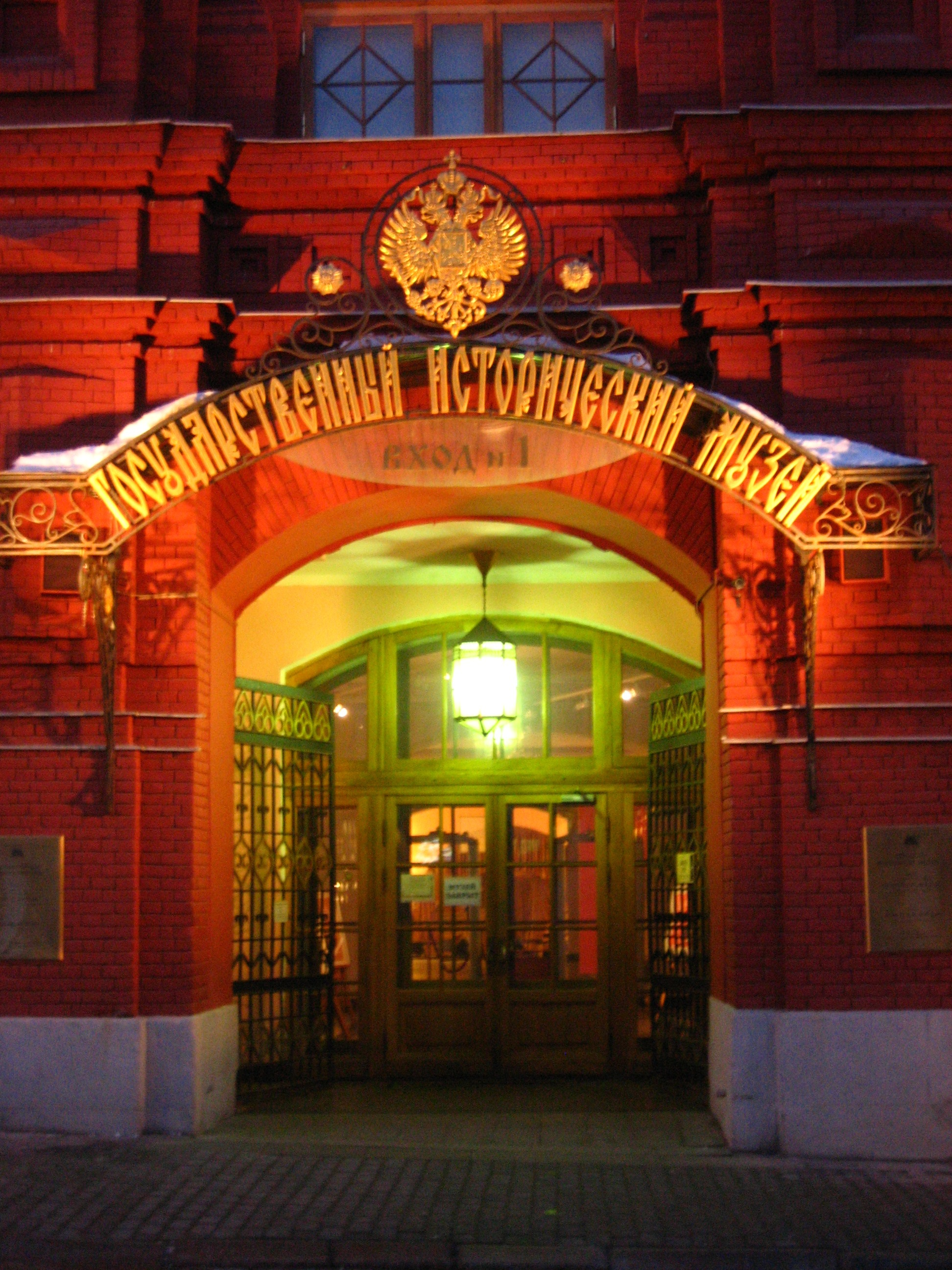
L'entrée du bâtiment du musée